# Mahamadou Danda
Mahamadou Danda (ur. 25 lipca 1951 w Tahoua) – nigerski polityk, były minister, premier Nigru od 23 lutego 2010 do 7 kwietnia 2011. 

## Życiorys
Mahamadou Danda urodził się w 1951 w mieście Tahoua. Ukończył Narodową Szkołę Administracji (ENA) w Niamey. Studia kontynuował studia za granicą, w Burkina Faso i na Uniwersytecie Laval w Kanadzie, przed uzyskaniem stopnia doktora nauk politycznych na Université Bordeaux 4 w Bordeaux we Francji. 
W życie polityczne zaangażował się w latach 70. XX w. w czasach rządów Alego Saibou. W latach 1979–1980 zajmował stanowisko podprefekta Niamey, a w latach 1983-1987 podprefekta Filingué. Od 20 listopada 1987 do 15 lipca 1988 pełnił funkcję ministra ds. zasobów zwierzęcych i wodnych w gabinecie premiera Hamida Algabida. Następnie był sekretarzem ds. administracji w Krajowym Biurze Wykonawczym Ruchu Narodowego na rzecz Rozwijającego się Społeczeństwa (Mouvement National pour la Société du Développement, MNSD), jednej z głównych nigerskich partii politycznych. Od 23 grudnia 1997 do 16 kwietnia 1999 był szefem doradców premiera ds. instytucjonalnych.
16 kwietnia 1999 objął stanowisko rzecznika rządu oraz ministra komunikacji, kultury, młodzieży i sportu w gabinecie premiera Ibrahima Hassane Mayakiego, powołanym tuż po wojskowym zamachu stanu przez jego przywódcę Daoudę Malama Wanké. Urząd ten zajmował do grudnia 1999, po czym przez dekadę pracował w sektorze prywatnym jako konsultant ds. planowania. Następnie zajmował stanowisko radcy ds. politycznych w ambasadzie Kanady w Nigrze.
23 lutego 2010, kilka dni po dokonaniu zamachu stanu i obaleniu prezydenta Mamadou Tandji, przywódca junty wojskowej (CSRD) Salou Djibo mianował go nowym premierem kraju (lecz nie szefem rządu, którym pozostał on sam). Danda następnego dnia ogłosił, że jego priorytetem będzie „przywrócenie demokracji”. Zapowiedział stworzenie rządu złożonego z technokratów oraz zwrócenie się do członków CSRD o niezbędne gwarancje potrzebne do powrotu do rządów demokratycznych, w tym ustalenie dokładnego kalendarza wyborczego. 
Pełnił urząd do 7 kwietnia 2011, gdy po przeprowadzeniu wyborów prezydenckich nowo zaprzysiężony prezydent Mahamadou Issoufou mianował Brigi Rafiniego na stanowisko szefa rządu.